# Valeria Caracuta
Valeria Caracuta (née le 14 décembre 1987 à San Pietro Vernotico) est une joueuse italienne de volley-ball. Elle mesure 1,73 m et joue au poste de passeuse.

## Clubs
| Club                        | Pays   | De        | À         |
| --------------------------- | ------ | --------- | --------- |
| Pallavolo Ugento            | Italie | 2002-2003 | 2002-2003 |
| Assi Manzoni Brindisi       | Italie | 2003-2004 | 2003-2004 |
| Volley San Vito             | Italie | 2004-2005 | 2006-2007 |
| Pallavolo Casette           | Italie | 2007-2008 | 2007-2008 |
| Volley San Vito             | Italie | 2008-2009 | 2008-2009 |
| Castellana Grotte           | Italie | 2009-2010 | 2010-2011 |
| Futura Volley Busto Arsizio | Italie | 2011-2012 | 2012-2013 |
| River Volley Piacenza       | Italie | 2013-2014 | …         |

## Palmarès
- Coupe de la CEV
  - Vainqueur : 2012.
- Championnat d'Italie (1)
  - Vainqueur : 2012.
- Coupe d'Italie
  - Vainqueur : 2012, 2014.
- Supercoupe d'Italie
  - Vainqueur : 2012, 2013.